# Nicola Pisano
Pour les articles homonymes, voir Pisan et Pisano.
Ne doit pas être confondu avec Niccolò Pisano.
Nicola Pisano, appelé aussi Nicolas de Pise ou encore le Pisan, est un architecte et sculpteur italien né entre 1225 et 1230, mort entre 1278 et 1284,. Il est le père de Giovanni Pisano, tous deux travaillant sensiblement dans un même esprit. 
Son œuvre est notamment de style gothique classique. Toutefois Nicola Pisano est souvent considéré comme le père de la sculpture moderne. Ce maître fut le rénovateur de la sculpture italienne, et adopta avec plusieurs siècles d'avance sur le reste de l'Europe le style de l'Antiquité grecque. Il s'exerça probablement dans les ateliers italiens de l'empereur romain germanique Frédéric II. Il a sculpté la chaire  du baptistère de Pise.
Nicola est également connu pour avoir sculpté la chaire de la cathédrale de Sienne,  notamment avec l'aide de son fils Giovanni, alors son élève ; en tant que sculpteur, il semble avoir été influencé par la sculpture gothique septentrionale.
L'œuvre de Nicola Pisano semble aussi avoir eu une grande influence sur la peinture de son époque à la recherche de rupture avec le style byzantin traditionnel (Cimabue, Giotto, Duccio...)

## Biographie
Son lieu de naissance est inconnu. Bien qu'il fût appelé Pisano, il est probable que Pise ne fut pas sa ville natale. En effet, des documents le désignent comme étant « de Apulia » (d'Apulie) : c'est-à-dire, provenant de l'Italie méridionale (au Moyen Âge, Apulia désignait toute l'Italie du sud). Ainsi en est on arrivé à la conclusion que Nicola, très probablement né dans le sud de l'Italie, s'est ensuite établi à Pise (peut-être par la volonté de Frédéric II) où il a pris son nom et où naquit son fils Giovanni Pisano, autre grand sculpteur du XIIIe siècle.
Subsiste toutefois le problème de sa formation car sa culture paraît fondée aussi bien sur les modèles de la tradition pisane que sur ceux de l'environnement méridional de Frédéric II.
À cette époque, la Toscane était sensible à de multiples influences provenant du monde byzantin (par l'intermédiaire des relations commerciales de Pise), de l'Émilie et du sud de l'Italie. Le milieu du XIIIe siècle fut particulièrement animé par l'ouverture de deux chantiers décidés par Frédéric, le château de l'Empereur à Prato et l'abbaye de San Galgano, auxquels participèrent les artistes déjà employés sur de précédents chantiers du sud de l'Italie (en témoignent par exemple, les lions du château de Prato, identiques à ceux du château del Monte dans les Pouilles). Ces maîtres, empreints des modèles classiques et soucieux d'un retour au naturalisme, avaient déjà manifesté une influence gothique nord-européenne. Nicola de Apulia fut peut-être l'un de ces artistes.
Quoi qu'il en soit, il n'a été retrouvé aucune trace d'œuvre ou d'archive de Nicola avant son arrivée en Toscane, que l'on date avec les premières œuvres connues en 1247. À cette époque, Nicola est déjà à la tête d'un atelier très développé, avec un grand nombre d'assistants sous son autorité.
Ses œuvres connues ont été datées ainsi :
- 1247-1269 : cathédrale de Sienne, aussi bien des pièces d'architecture que des décorations sculptées, avec la série des têtes-chapiteaux et celle des têtes-consoles, où fut amplement impliqué l'atelier de Nicola.
- 1260 (env.) : tympan représentant la Déposition du Christ, au portail gauche de la cathédrale de Lucques.
- 1257-1260[6] (env.) : Nicola dirige les travaux de l'Opera del Duomo de Pise et pendant cette période, il réalise la chaire du baptistère de Pise.
- 1264-1267 : réalisation de l'arca de Saint Dominique à Bologne (exécuté pour beaucoup par l'atelier de Nicola).
- 1265-1268 : Nicola réalise la chaire de la cathédrale de Sienne.
- 1275-1278 : réalisation, avec son fils Giovanni Pisano, de la Fontana Maggiore de Pérouse.

## Architecture
On doit à Nicola la continuation des travaux du baptistère de Pise. Commencé par Diotisalvi au milieu du XIIe siècle, il le compléta du second registre  à la demande de l'archevêque Federico Visconti, (le troisième fut réalisé ensuite sous la direction de son fils Giovanni, la construction fut achevée au XIVe siècle par Cellino di Nese qui le coiffa de sa coupole).
Nicola fit construire une arcature de 60 arcades sur colonnettes, surmontées de pinacles et de gables par couple. Cette disposition était compatible avec le projet de coupole qui était prévu à cette époque. La légèreté et le rythme de ce segment, plus "nerveux" que celui de dessous, avec ses arcades en plein cintre, procure un harmonieux et dynamique effet d'élévation.
Les critiques modernes ont avancé la date probable de naissance  de Nicola ; les documents le disent mort seulement en 1284,. Depuis ce recadrage de la vie de Nicola, il n'y a pas de raison d'exclure qu'il ait pu travailler à la transformation radicale de l'architecture du baptistère de Pise qui intervint probablement, selon une inscription gravée à l'intérieur du bâtiment, en 1278.
Durant la même période, Nicola travailla aussi (de 1247 à 1269), à la construction de la cathédrale de Sienne qu'il basa sur le schéma d'une croix latine, mais avec des nouveautés gothiques qui lui vinrent grâce à l'assistance de maîtres cisterciens, ordre monastique qui le premier diffusa en Italie les conceptions architecturales transalpines. La cathédrale est composée de trois nefs, avec des travées rectangulaires soutenues par des colonnes fasciculées. Toutefois, l'usage d'arches en plein cintre, les lignes horizontales de la corniche à la base de la claire-voie, le contraste bicolore de la pierre utilisée, enfin l'héritage même du roman pisan, tout cela va à l'encontre de l'élan ascensionnel typiquement gothique. Six colonnes fasciculées disposées dans le chœur, soutiennent les six arches, d' hauteurs inégales, sur lesquelles vient s'élever la coupole. Par la suite, le plan de la cathédrale fut restructuré et agrandi par d'autres architectes (entre autres, par Giovanni Pisano).

## Sculpture
L'activité de sculpteur de Nicola est strictement liée à celle d'architecture, il s'agit toujours d'ajouter des décors plastiques aux œuvres architecturales qu'il réalise, comme c'est le cas pour les deux fameuses chaires de Pise et de Sienne.

### La décoration de la cathédrale de Sienne
Sa première œuvre prouvée est la série de têtes placées en correspondance avec divers éléments architecturaux de la cathédrale de Sienne : quatre têtes-chapiteaux dans la Trifora nord et vingt-deux têtes-consoles dans la corniche de l'assise sur laquelle repose la coupole. Malheureusement on peut difficilement admirer ces œuvres qui sont situées à une grande hauteur, elles furent néanmoins réalisées avec grand soin.
Parmi les plus anciennes exécutées par le Maître, se trouve la tête dite, de Jupiter ; ce visage d'un homme mûr, à la barbe frisée rappelle quelques modèles de l'école de Frédéric,  (comme le Zeus de la porte de Capoue) eu égard au naturalisme des traits et la remarquable tension expressive qui dénonce la main de Nicola. De ces œuvres se dégage un grand classicisme, dû probablement à l'étude des sarcophages et autres reliefs de l'art romain, présents en grand nombre à Pise (qui convergent finalement au cimetière Monumental jusqu'aujourd'hui.

### Le tympan de la cathédrale de Lucques

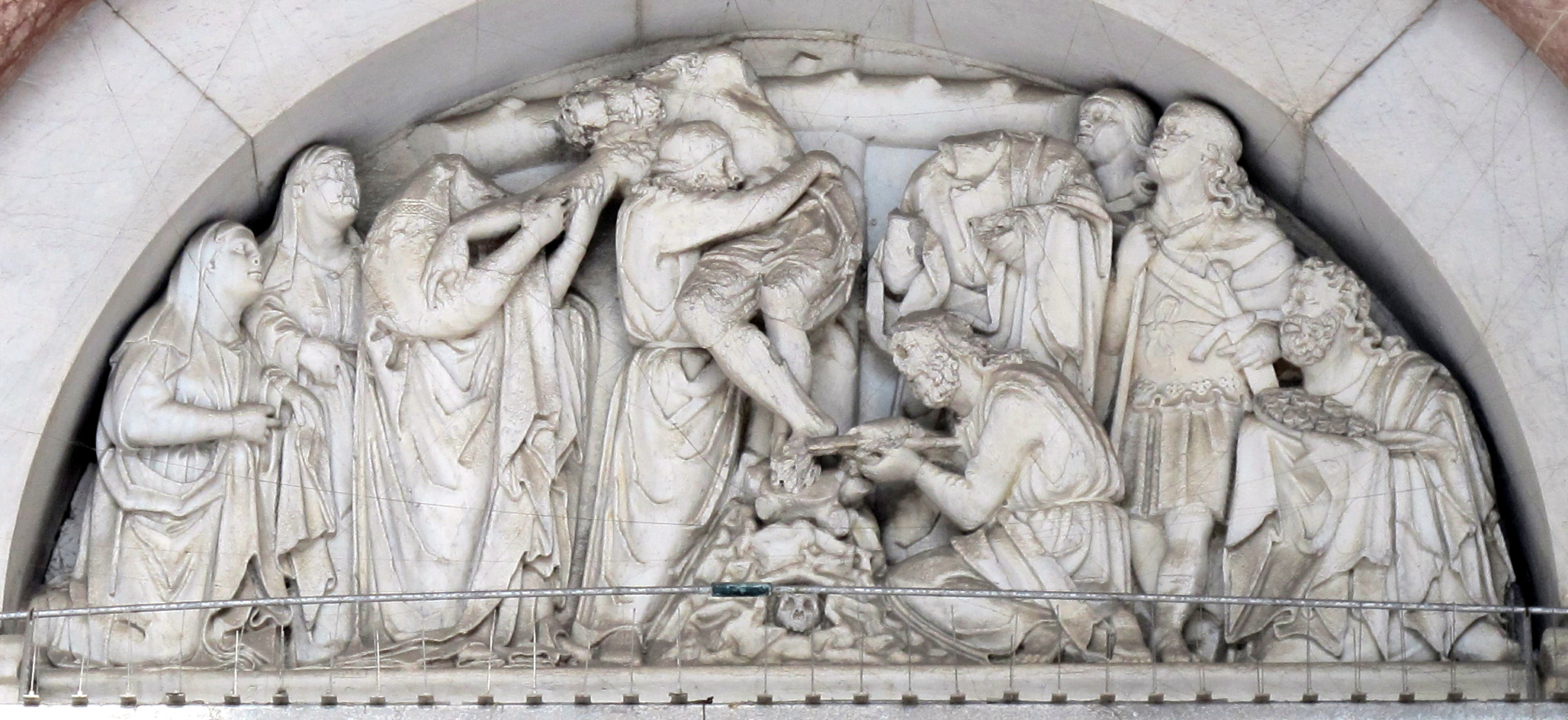
Tympan cathédrale de Lucques.

En 1260 ou à une date un peu antérieure, ce tympan de Nicola, représentant la Déposition du Christ, pris place au porche gauche de la cathédrale de Lucques.
il se dégage de l'œuvre une considérable tension dramatique. Le corps du Christ, représenté selon l'iconographie du Christ patiens (inspiré des crucifix peints par Giunta Pisano après 1230, ou peut-être à la façon dont il est traité par Villard de Honnecourt dans son carnet,) est destiné à susciter l'émotion du spectateur, selon les préceptes d'implication des fidèles promus par les ordres mendiants. Les rapports hiérarchiques sont abolis et les personnages sont disposés avec un grand naturel dans l'espace semi circulaire, sans pour cela sacrifier leur rendu plastique. Le Christ inerte, effondré sur Joseph d'Arimathie, la tête penchée et les jambes croisées encore clouées à la croix, est particulièrement réaliste et dégage une vive impression dramatique.

### La chaire du baptistère de Pise

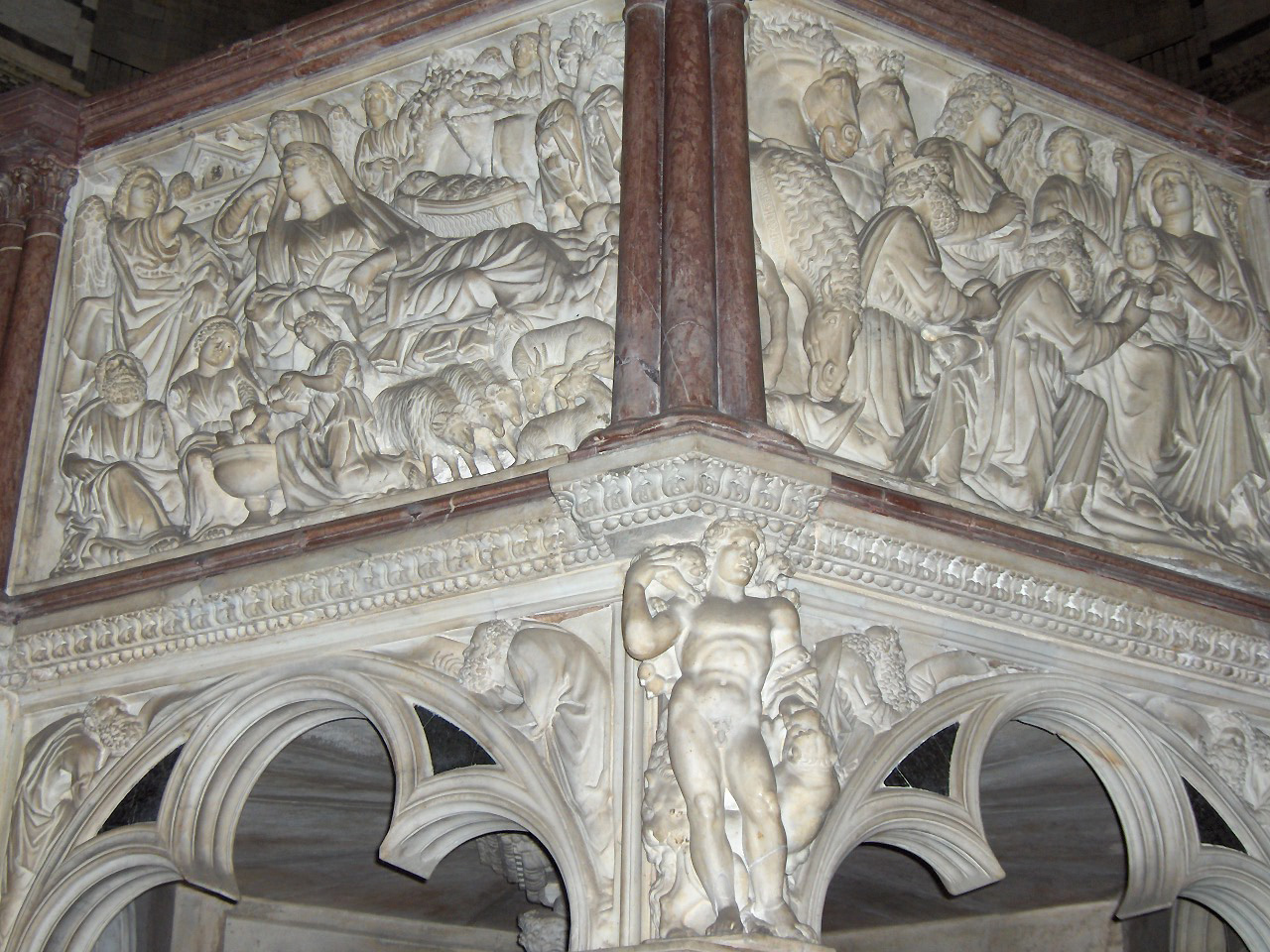
Détails de la chaire, baptistère de Pise.

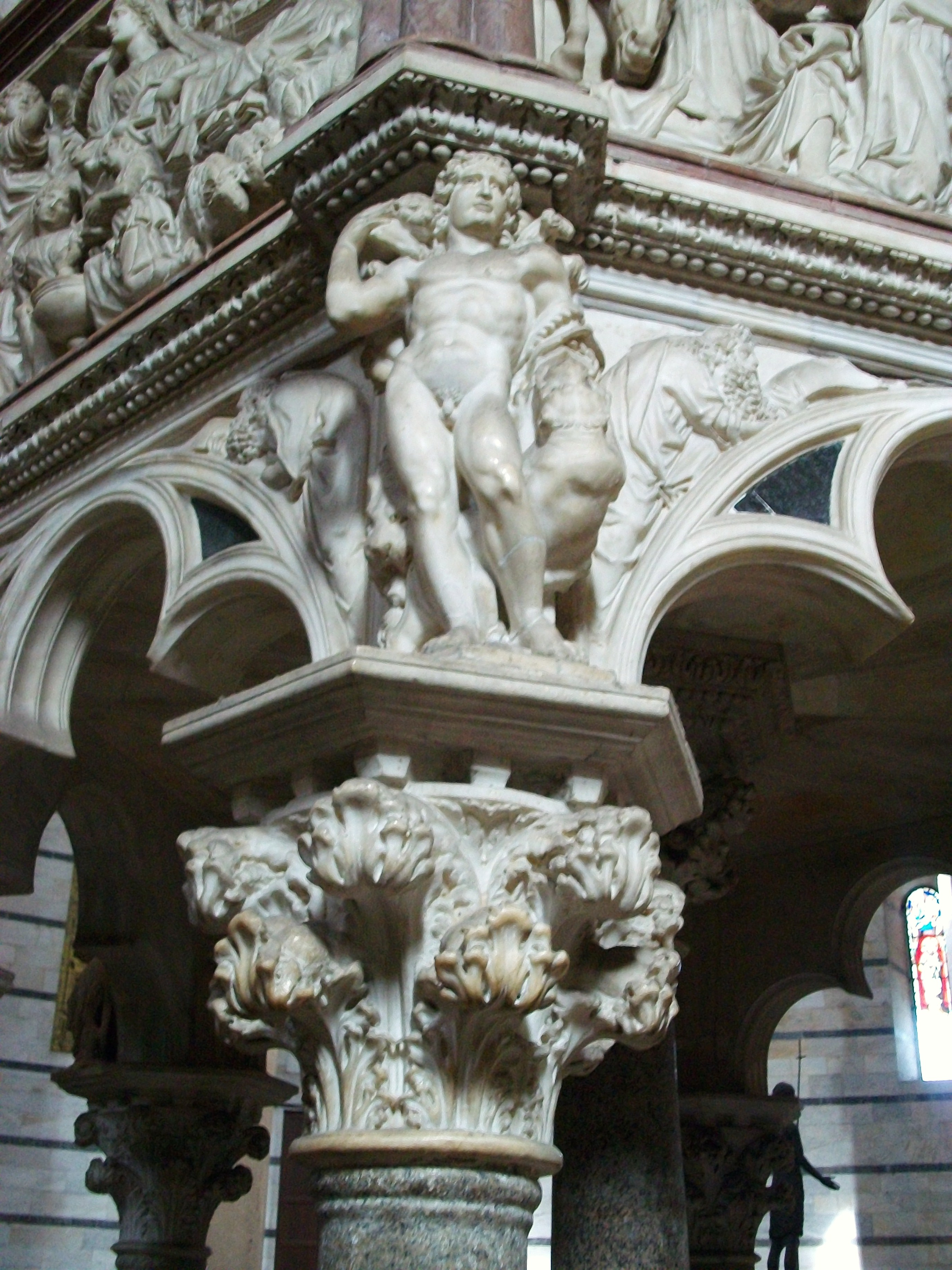
Détail

"Nous avons déjà eu l'occasion d'affirmer plusieurs fois que la chaire de Pise est la première œuvre en Italie qui présuppose la totalité du parcours des 100 années les plus importantes (1150 - 1250) de l'histoire du gothique européen, la première œuvre dans laquelle préexiste et coexiste l'ensemble de ce courant". (Gnudi)
La chaire du baptistère, signée et datée de 1260 (vraisemblablement commencée en 1257) est une œuvre de pleine maturité qui, en même temps, révèle une série de nouveautés notables.
En premier lieu, la structure de base hexagonale n'a pas de précédent : la chaire de Fra Guglielmo, à l'origine dans la cathédrale de Pise (puis déplacée en 1310 en celle de Cagliari où elle est toujours actuellement), ou bien celles répandues au XIIe siècle en Italie méridionale, sont toutes à base carrée ou rectangulaire.
Elle est soutenue par six colonnes latérales (dont trois s'appuient sur des lions stylophores) et une centrale ayant une base sculptée constituée de trois atlantes. Entre les colonnes sont disposés des arceaux trilobés dont les écoinçons sculptés, représentent des prophètes et des évangélistes. Sur les chapiteaux sont placées des statues représentant quatre Vertus (Charité, Force, Humilité, Foi), saint Jean-Baptiste et l'archange Michel. Le garde-corps est décoré de cinq panneaux en bas-relief, représentant des scènes de la vie du Christ :
- Nativité
- Adoration des mages
- Présentation au Temple
- Crucifixion
- Jugement dernier

Sur le sixième côté se trouve l'ouverture pour accéder à la plate-forme de l'orateur.
Nicola donna un puissant réalisme à ses sculptures, avec pour summum, les personnages traités en ronde-bosse. La Charité par exemple, présente un drapé souple et réaliste, retenu par un petit putto dans un tendre contact des mains. La Force est l'un des premiers nus inspiré de l'antiquité, avec une évidente référence à un Hercule classique avec la présence d'une peau de lion. La pose légèrement cambrée, est dans la lignée de celle qui sera reprise plus de 250 ans après par Michel-Ange pour son célèbre David.
Les emprunts à la sculpture romaine sont évidents, beaucoup correspondent à une référence précise, telle la Vierge assise dans l'Adoration des Mages, issue d'un Phèdre se trouvant sur un sarcophage pisan, ou le vieux soutenu sous un bras par un chérubin dans la Présentation au temple, adapté d'un relief représentant une scène dionysiaque sur un cratère également à Pise.
Les personnages sont représentés sur plusieurs plans, selon une disposition spatiale réaliste, avec une grande finesse dans le rendu des physionomies et un vif et dynamique sens de la narration.
Les visages des bas-reliefs des panneaux, comparés aux originaux romans des IIe et IIIe siècles, démontrent la fidélité du trait, mais on y retrouve aussi les inquiétudes typiquement gothiques dans les anguleux tombés des drapés ou dans les barbes et les crinières, sculptées avec beaucoup de relief.
Le paroxysme dramatique du cycle culmine dans la Crucifixion, d'une grande rigueur de composition, où le regard de la plupart des personnages converge sur le Christ mort. Nicola relégua au second plan l'iconographie traditionnelle pour favoriser l'aspect émotionnel suscité par la mort du Christ, par le considérable pathos que dégage les expressions très réalistes de douleur (par exemple le visage de Saint Jean), par l'inédite représentation de la mère du Christ évanouie (dérivée des fonds de la littérature franciscaine), ou bien encore, par l'expression dubitative du pharisien, sur la droite, qui se tient pensivement la barbe.
Par rapport à la crucifixion de Lucques, ici le Christ est moins douloureusement inerte, au contraire le modelé du corps transfigure la double royale beauté, humaine et divine.

### l'Arca de Saint Dominique

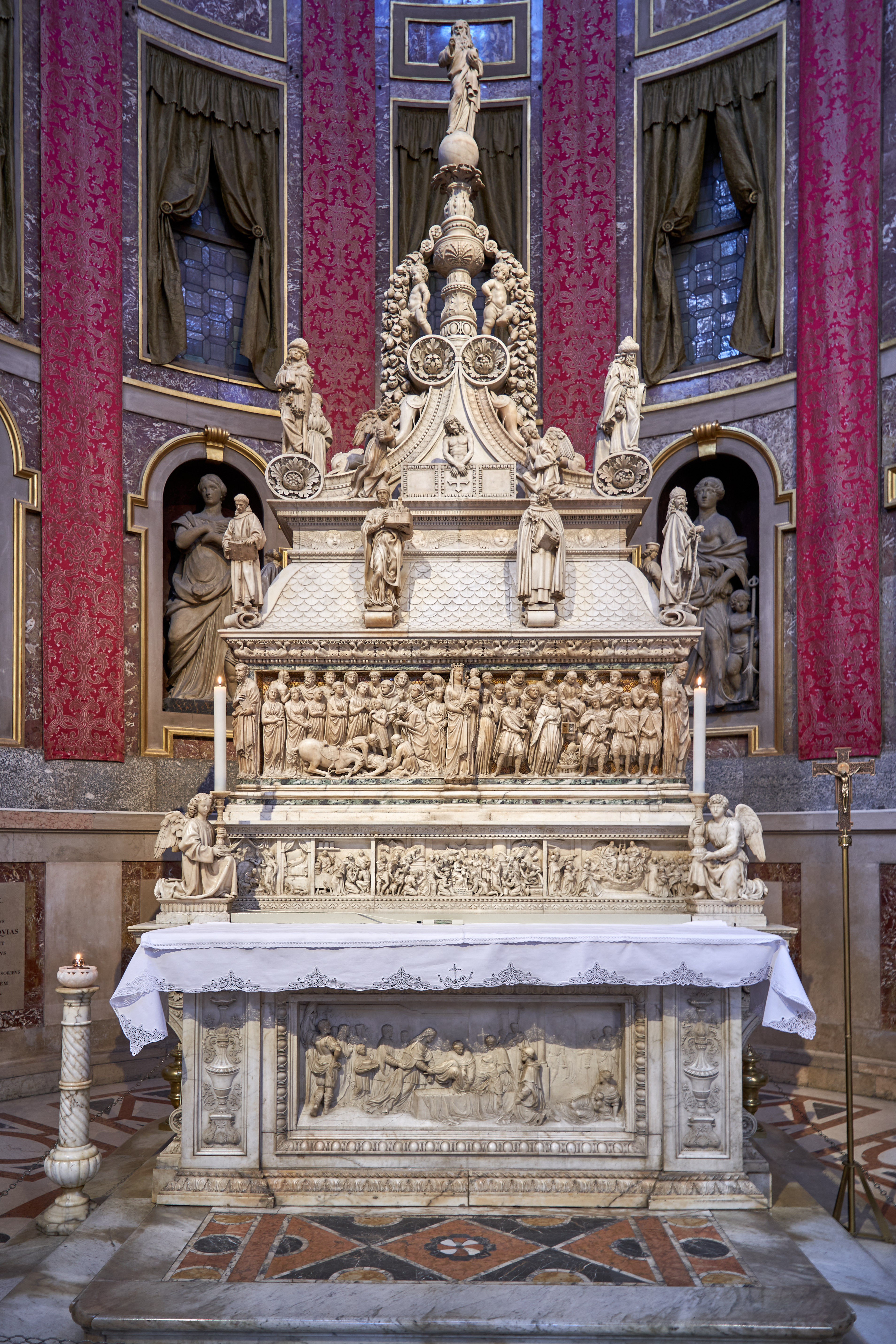
Sépulcre de Saint Dominique

Dans les œuvres suivantes de Nicola, on remarque une plus grande intervention de son atelier, y compris la main de ses meilleurs élèves : son fils Giovanni, Arnolfo di Cambio et Fra Guglielmo. En fait, il n'est pas aisé de distinguer les parties exécutées par le Maître de celles de ses collaborateurs. Il en fut ainsi pour l'arca de Saint Dominique destinée à l'église éponyme de Bologne.
Cette œuvre confiée à Nicola en 1264 et achevée le 5 juin 1267, fut sculptée, pour sa plus grande partie, par Arnolfo di Cambio et par le convers dominicain Fra Guglielmo. En témoigne l'analyse stylistique de nombreux personnages sculptés qui présentent des caractéristiques gothiques avec des formes nerveuses et des lignes très marquées, mais surtout le fait qu'en 1265, Nicola était occupé à Sienne par l'importante commande de la chaire de la cathédrale. L'atelier de Nicola réalisa un sarcophage parallélépipède, sculpté sur les quatre faces qui, à l'origine, reposait sur quatre ou six colonnes à cariatides (l'arca fut ensuite agrandie, à la fin du XVe siècle, par l'intervention de Niccolò dell'Arca).
Sur le sarcophage sont représentés des tableaux de la vie et des miracles de Saint Dominique, avec aux angles un personnage de saint, sculpté en haut-relief. Sur les grands côtés du sarcophage :
- Guérison de Réginald d'Orléans
- Approbation de l'ordre par le Pape Innocent III
- Miracle de la résurrection de Napoléon Orsini, tombé de cheval
- Miracle du feu

Sur les petits côtés :
- Miracle des pains apportés par des anges à la table du couvent
- Les Saints, Pierre et Paul, remettent la Mission de l'ordre.

### La chaire de la cathédrale de Sienne

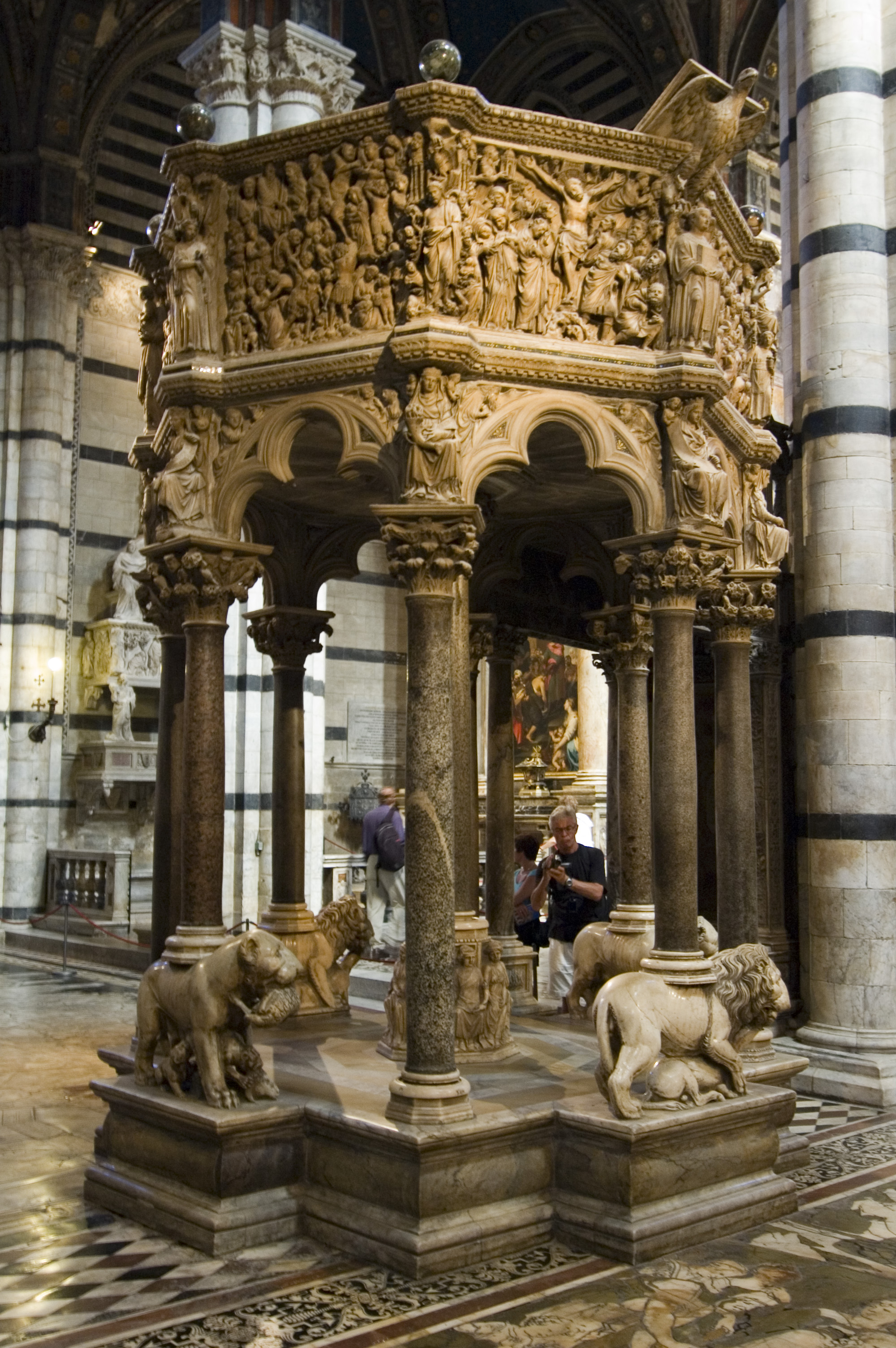
Chaire de la cathédrale de Sienne.

Longtemps la chaire de la cathédrale de Sienne a été attribuée à Giovanni Pisano, mais des documents récemment découverts ont prouvé que sa réalisation (entre 1265 et 1268) provient de l'atelier de Nicola.
Si la structure fut reprise de la précédente chaire du baptistère de Pise, nombreuses furent les nouveautés, tant architecturales que sculpturales.
Tout d'abord fut abandonnée la structure à panneaux en faveur d'une disposition plus continue et animée, seulement jalonnée par de plus grands personnages sculptés placés aux angles et non plus par des corniches et des colonnettes. La forme générale devint octogonale. Pour cela, fut ajouté le Massacre des Innocents, alors que le Jugement dernier fut élargi sur deux panneaux, avec au centre, un Christ Juge.
Les motifs des reliefs sont très divers, avec des scènes bondées de petits personnages, disposés sur quatre ou cinq plans superposés, dans un rythme effréné, soulignées par des gestes animés et des expressions courroucées. 
De nombreuses sources font état d'une œuvre plus gothique que celle du baptistère de Pise, considérée comme étant plus classique ; il serait peut-être plus pertinent de parler d'une différente inspiration classique : pour Nicola, gothique et classique ne sont pas deux extrêmes en contradiction, au contraire ces nouvelles règles de composition sont probablement le fruit d'une étude des représentations de batailles sur les sarcophages du IIIe siècle. En outre, l'héritage classique est moins fort à Sienne qu'à Pise et l'on peut supposer aussi que les commanditaires avaient opté pour une représentation chargée et plus pathétique.

### La fontana maggiore

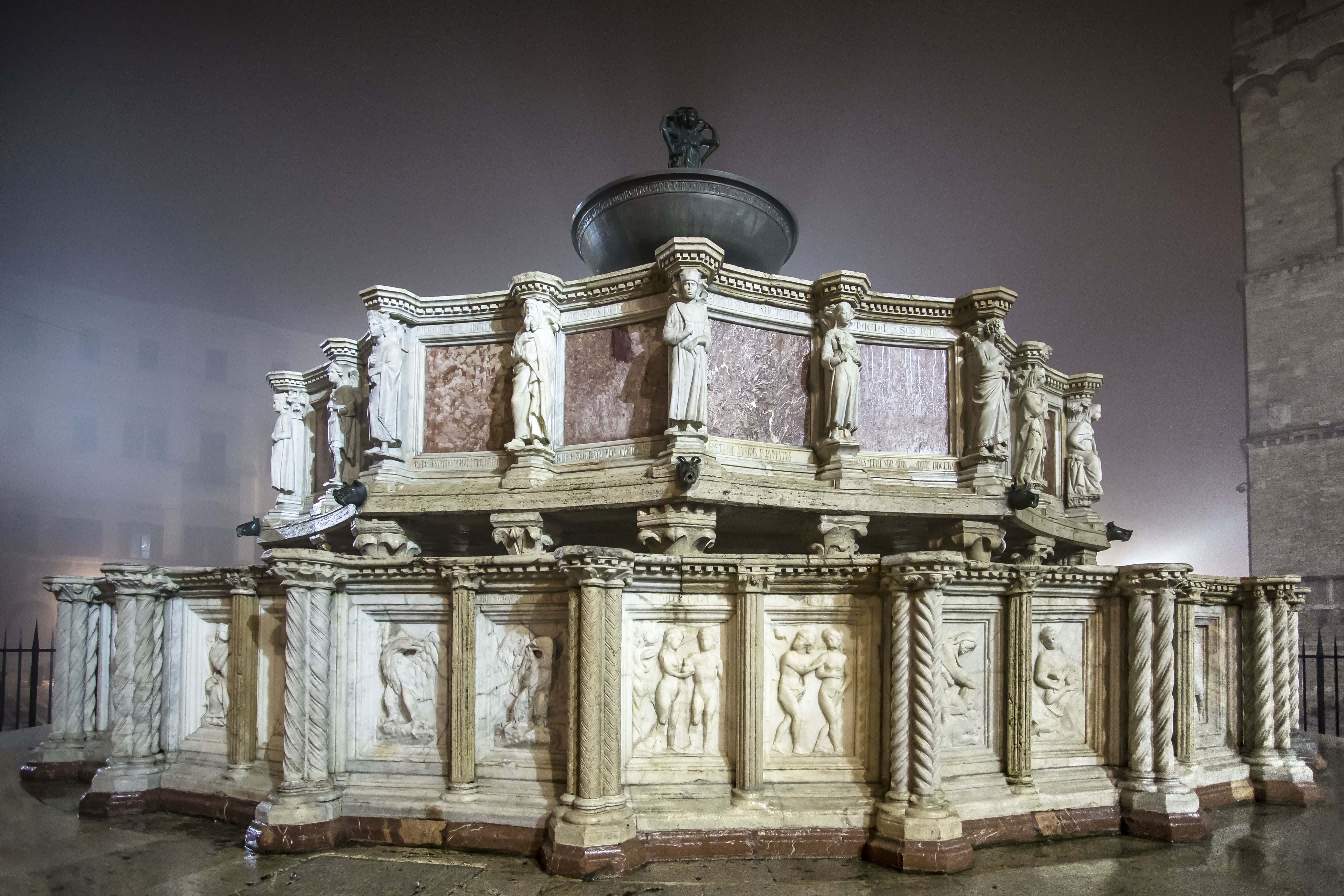
La Fontana Maggiore de Pérouse

La dernière œuvre certaine de Nicola est la Fontana Maggiore de Pérouse, réalisée avec la participation de son atelier et signée ensemble avec son fils Giovanni en 1278.
Elle est l'une des premières de fontaines publiques conçue comme un élément monumental du mobilier urbain et la première à être dotée d'un tel programme iconographique.
Elle est composée de deux vasques en marbre blanc et rose, polygonales, concentriques et superposées. La vasque supérieure est surmontée d'une coupe en bronze (fondue en 1277 par un maître pérugin) décorée d'un groupe de cariatides. L'ensemble repose sur une base circulaire en gradins.
La vasque inférieure est décorée, sur sa face externe, de 50 bas-reliefs représentant les mois de l'année, les arts libéraux, des figures allégoriques. La vasque supérieure est cadencée par 24 statues représentant des personnages bibliques, mythologiques et historiques.
La personnalité des divers sculpteurs ne se distingue pas nettement, au contraire l'ensemble de la fontaine est d'une grande homogénéité, même si des indices non équivoques de certains sculpteurs sont décelables.